# Запрещённые игры
«Запрещённые игры» (фр. Jeux interdits) — фильм Рене Клемана, выпущенный в 1952 году. Экранизация романа Франсуа Буайе «Тайные игры» (фр. Les jeux inconnus, 1947). Фильм победил на Венецианском кинофестивале и был удостоен премии «Оскар» за лучший фильм на иностранном языке.
Музыкальные темы в фильме аранжированы и исполнены испанским гитаристом Нарсисо Йепесом.

## Сюжет
Июнь 1940 года, время оккупации Франции во Второй мировой войне. Полетт со своими родителями бежит из Парижа. Родители и её любимый щенок гибнут во время авианалёта на колонну беженцев. Полетт встречает сына крестьянина Мишеля Долле, который приводит её в свой дом. Родители соглашаются оставить девочку в семье.
Мишель и Полетт хоронят щенка на старой мельнице, где потом устраивают кладбище животных, для которого Мишель похищает кресты с катафалка отца, кладбища и даже пытается украсть крест с алтаря церкви, но его останавливает священник.
Семья Долле враждует с соседями Гард. Франсис Гард дезертирует с фронта и встречается с сестрой Мишеля Бертой втайне от родителей.
Брат Мишеля Жорж умирает от удара копыт лошади. Когда отец во время похорон Жоржа замечает пропажу крестов с катафалка, Мишель обвиняет в этом соседей. Члены семьи Долле приходят на кладбище, чтобы украсить могилу Жоржа, и не находят там креста. В ярости Долле-старший ломает крест на могиле матери Гард. Старший Гард дерётся с ним. Но священник рассказывает про Мишеля.
Мишель убегает из дома. За Полетт приезжают жандармы. Мишель обещает отдать все кресты, если Полетт останется в семье. Но Долле-старший отдаёт Полетт жандармам. Мишель выбрасывает все кресты в реку. Жандармы отвозят Полетт в лагерь беженцев под эгидой Красного Креста.

## В ролях
- Жорж Пужули — Мишель Долле
- Брижит Фоссе — Полетт
- Амедеи — Франсис Гард
- Лоранс Бади — Берта Долле
- Сюзанна Курталь — мадам Долле
- Мадлен Барбюле — монахиня из Красного Креста
- Люсьен Юбер — отец Долле
- Жак Марен — Жорж Долле

## Работа над фильмом
Первоначально французский продюсер Робер Дорфман планировал выпустить фильм, состоящий из трёх новелл, снятых разными режиссёрами, однако из-за финансовых трудностей была снята только новелла «Запрещённые игры» (в марте-апреле 1951), из которой впоследствии было решено сделать полнометражный фильм. Чтобы растянуть новеллу до полного метра, съёмочной группе пришлось доснимать часть материала (сентябрь 1952). За год дети, играющие главные роли, успели подрасти, а некоторые пейзажи изменились, но благодаря мастерству Рене Клемана и его команды зрители ничего не заметили. Фильм снимался в условиях хронической нехватки денежных средств из-за банкротства фирмы, которая занималась финансированием картины.
Во время проходившей в Сорбонне конференции на тему «Кинематографическое творчество» Рене Клеман рассказал о методах, которыми он пользовался при постановке фильма, что позволило киноведам сравнить их с методами работы над документальными фильмами, в частности, в его режиссёрском сценарии «на всякий случай» оставляются широкие поля для внесения «непредвиденных поправок». В этом режиссёрском сценарии каждая сцена содержала лишь один «номер», что давало исполнителям много свободы.
При съёмках фильма режиссёр применял метод работы, при котором фильм был бы максимально приближен к жизни в манере полудокументальной реконструкции реальных событий, избегая одновременно и сентиментальности, и патетики. Так, Клеман жил в деревне, где производились съёмки; он часто заставлял актёров репетировать после того, как они обходили фермы, беседуя с крестьянами, наблюдая их за работой, изучая их характерные движения, таким образом ставя их в пример как «эталон» правдивости. Когда приходило время снимать эти движения, конкретизировать намерения, часто помогали случайности, и многими сценами фильм обязан непредвиденным обстоятельствам и импровизации на съёмочной площадке. Клеман отказывается в картине от «железной драматургии» и оставляет в режиссёрском сценарии широкие поля — для «непредвиденных поправок» обусловленных влиянием жизненных обстоятельств.

## Критика
Критика отмечала, что Клеман снимал свои картины с такой документальной тщательностью и достоверностью, передающими дух эпохи, что даже в тех случаях, когда он ставил художественные картины, в нём видели режиссёра, прежде всего «верного документу». Например «Битва на рельсах», другая его картина, посвящённая военной тематике, была первоначально задумана как документальный фильм и, по характеристике Пьера Лепроона, снята в жанре «художественно-документального» фильма, что можно отнести к характерному режиссёрскому почерку. По мнению Лепроона, для индивидуального стиля режиссёра характерно следующее: «большие эпизоды делятся на „ударные“ куски, которые должны поразить зрителя либо резкими контрастами самой темы, либо чисто кинематографическим лиризмом», что особенно заметно в «Битве на рельсах» и в «Запрещённых играх». В этой картине Клеман также «удачно стилизует игровую часть под документ, дополняя её немногими сохранившимися кадрами кинохроники».
Кроме военной тематики, которая занимает большое и особое место в творчестве режиссёра, здесь он прикоснулся к теме, к которой относился с особым волнением, — теме детства. Фильм Клемана разительно отличается от традиционных французских фильмов о детстве, рисующих оптимистические умилительно-трогательные картинки в мажорных тонах: «Детство его маленьких героев — Полетты и Мишеля — искажено и раздавлено войной. Они не ищут более фантастических ужасов в сказках, но находят их на дорогах, поливаемых пулями». Психика детей, подвергающаяся испытанию ужасами и тяготами войны, также получает дополнительный удар со стороны уродливых проявлений мира взрослых. Клеман говорил по этому поводу:
Я ни в чём не могу упрекнуть детей из моего фильма. Абсолютно ни в чём. Напротив, у меня есть серьёзные претензии к их родителям, которые дерутся на их глазах из-за креста, вырванного на кладбище, и ревут им в лицо: „Воры!“, хотя дети не понимают значения этого слова. Я хотел в „Запрещённых играх“ показать огромную ответственность взрослых, каждое движение которых служит примером для детей.
По мнению Михаила Трофименкова, эта картина Клемана — «довольно грубо оформленная мысль о разрушительном влиянии войны на детскую психику», где «зверьми, к сожалению, живыми, кажутся на экране и крестьяне, почему-то недовольные тем, что дети для своих игр украли едва ли не все кресты с кладбища».
Критика отмечала не по годам взрослую и органичную актёрскую игру детей, играющих главных героев фильма: «Маленькая Брижит Фоссе с её прелестными гримасами и лёгкостью птички и суровый и ласковый Жорж Пужули безупречно воссоздают образы детства».
Жёсткой критике со стороны консервативных кругов подвергался якобы имевший место цинизм картины, описание жизни крестьян, их характеров без прикрас и идеализации, «глумление над святым» и антиклерикальные выпады, которые Жак Лурсель во многом относит к влиянию сценаристов. Лурсель, отмечая, что война является одной из центральных в творчестве режиссёра, «но её присутствие никогда не ощущалось так сильно, как в этом фильме, где война принимает одновременно аллегорическую и реалистичную форму», писал:
Странное, патологическое поведение детей выражает их отношение и реакцию на окружающий мир, в котором царят разрушение и смерть. В формальном отношении Рене Клеман постоянно пытается смешать чистый реализм, первопроходцем которого он был во французском кино (см. начальные сцены массового бегства и бомбежки), со стилизацией, поэзией, эпопеей и даже некоторой формой сатиры.
Луис Бунюэль при перечислении фильмов, которые ему нравятся, называл в числе прочих эту картину Клемана.

## Награды
Картина собрала большое количество национальных призов и наград кинофестивалей.
- 1952 — приз «Золотой лев» Венецианского кинофестиваля.
- 1952 — «Большая независимая премия» Каннского кинофестиваля.
- 1952 — попадание в топ лучших иностранных фильмов по версии Национального совета кинокритиков США.
- 1952 — премия Нью-Йоркского общества кинокритиков за лучший фильм на иностранном языке.
- 1953 — почётный «Оскар» за лучший фильм на иностранном языке.
- 1954 — премия «Голубая лента» за лучший иностранный фильм.
- 1954 — премия журнала «Кинэма Дзюмпо» за лучший иностранный фильм.
- 1954 — премия BAFTA за лучший фильм.
- 1954 — премия «Бодиль» за лучший европейский фильм.
- 1955 — номинация на премию «Оскар» за лучший литературный первоисточник (Франсуа Буайе).